# Limacolasia dubiosa
Limacolasia dubiosa är en fjärilsart som beskrevs av Erich Martin Hering 1931. Limacolasia dubiosa ingår i släktet Limacolasia och familjen snigelspinnare. Inga underarter finns listade i Catalogue of Life.